# قره‌کوسه
قره‌کوسه (به لاتین: Qarakosa) یک منطقه مسکونی در جمهوری آذربایجان است که در ناحیه الت از توابع شهر باکو واقع شده است.